# 乔恩·亨里克斯
约翰·马尔科姆·亨里克斯（英語：John Malcolm Henricks，1935年6月6日—），澳大利亚男子游泳运动员，擅长自由泳。他曾在1956年夏季奥运会上获得100米自由泳和4×200米自由泳接力金牌。